# Ambasciata d'Italia a La Paz
L'ambasciata d'Italia a La Paz è la missione diplomatica della Repubblica Italiana nello Stato Plurinazionale della Bolivia.
Si trova a La Paz, città sede del governo boliviano, all'interno della Torre Pacifico, palazzo di uffici nel quartiere residenziale di Calacoto, in Avenida Sánchez Bustamante 977.

## Altre sedi diplomatiche d'Italia in Bolivia
Oltre l'ambasciata a La Paz, esiste una rete consolare italiana:
| Tipologia                | Sede                    | Zona di competenza         |
| ------------------------ | ----------------------- | -------------------------- |
| Consolato onorario       | Sucre                   | Dipartimento di Chuquisaca |
| Corrispondente consolare | Santa Cruz de la Sierra |                            |